# Newt (Software)
Newt ist eine Programmbibliothek für farbige, textbasierte GUIs. Sie kann Scrollbars, Buttons und Eingabefelder zu textbasierten GUIs hinzufügen.